# Kirche Koserow

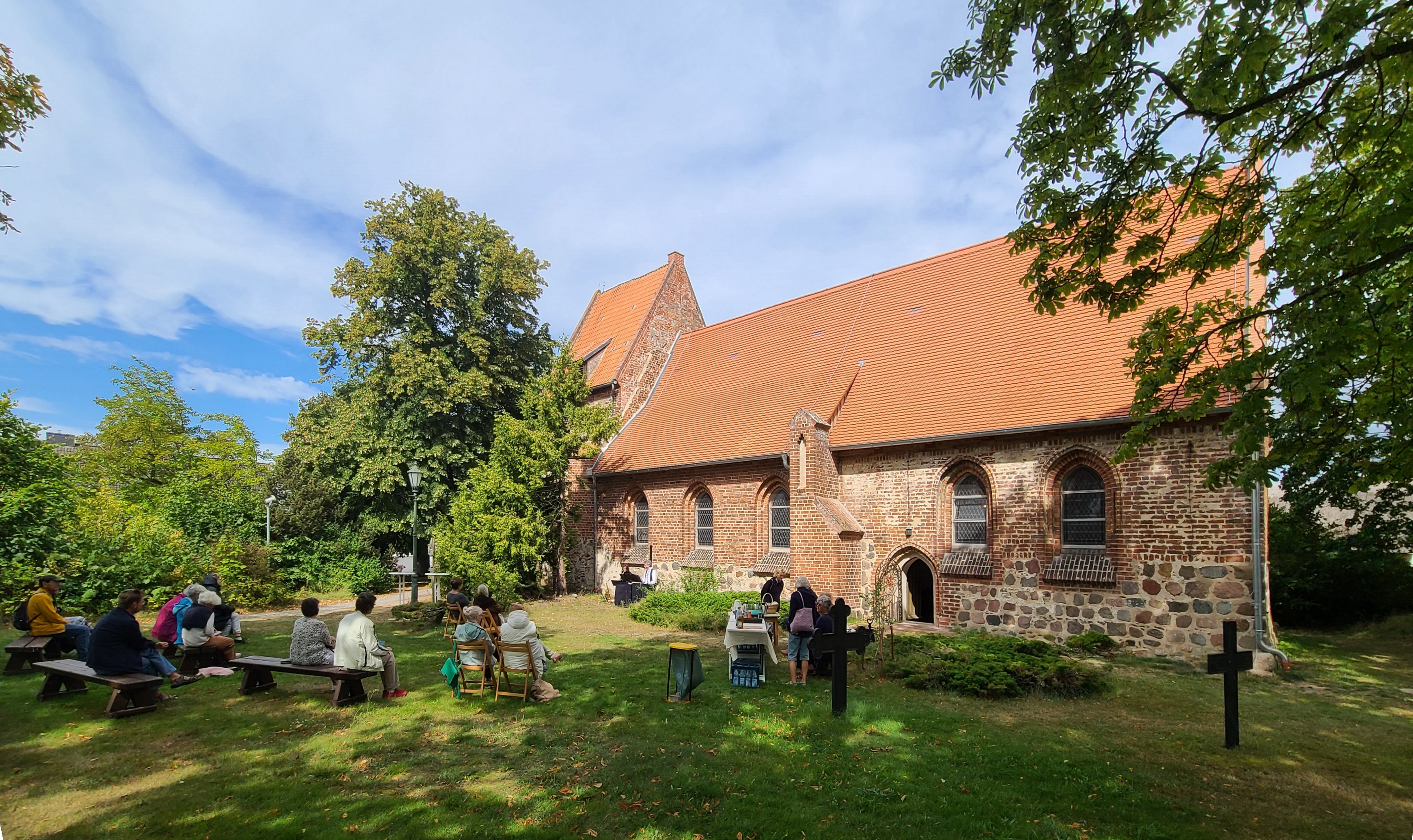
Die Kirche in Koserow (2024)

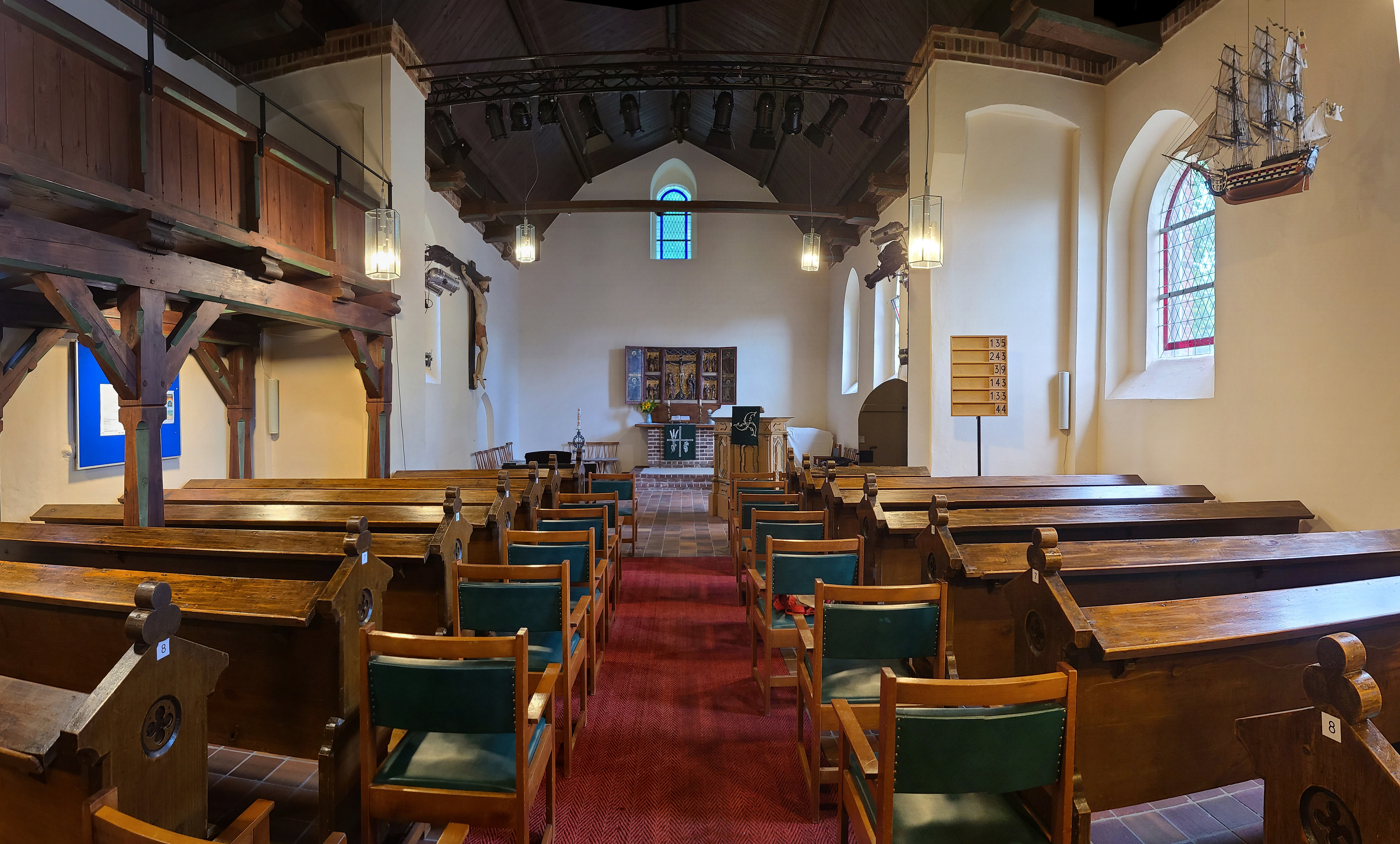
Innenraum (2024)

Die Kirche Koserow aus der zweiten Hälfte des 13. Jahrhunderts ist die einzige mittelalterliche Kirche an der Außenküste der Insel Usedom im Seebad Koserow in Vorpommern.

## Geschichte
Die Kirche in Koserow gehört nach Liepe, Benz und Netzelkow zu den ältesten Dorfkirchen der Insel, die am Achterwasser und im Innern der Insel Usedom gebaut wurden. Nicht alle Kirchen auf der Insel, so auch Koserow, wurden von den Klöstern gestiftet und errichtet. Die Koserower Kirche ist somit die älteste Kirche an der Usedomer Ostseeküste.
Die Koserower Kirche stand immer unter staatlichem Patronat. Sie war die ärmste aller Usedomer Kirchen. Zur Zeit der sparsamen Preußenkönige Friedrich Wilhelm I. und Friedrich der Große war die Koserower als einzige Inselkirche wegen notorischer Armut von bestimmten Abgaben befreit. Auch im 19. Jahrhundert wurde über ihren schlechten Zustand geklagt. Durchgreifende Reparaturen erfolgten zwischen 1875 und 1897. Dabei wurden die Langhaussüdwand teilweise und das Turmoberteil vollständig erneuert. Erst hundert Jahre später begann man wieder mit Reparaturen am äußeren Kirchenbau.

### Baugeschichte
Ein Vorgängerbau der heutigen Kirche soll schon kurz vor oder nach 1300 als kleine Feldsteinkapelle errichtet worden sein. Von diesem Bau, einem Kirchenschiff von einfacher Hausform, sind die sauber gequaderten Wände des Chors bis zum Fensteransatz noch erhalten. Wohl Anfang des 15. Jahrhunderts wurde das Gotteshaus nach Westen um das Schiff und den eingerückten Westturm erweitert.  Der Mauervorsprung an der Ostseite deutet auf ein höheres Dach hin. In mehreren Abschnitten massiv ausgeführt, erhielt der Turm seine heutige Gestalt. Im Mai 2015 wurden an der Westseite des Turms und der Südseite des Langhauses Schönheitsreparaturen durchgeführt.

### Das Äußere
Das Mauerwerk besteht außer im westlichen Abschnitt des Chors im unteren Teil aus Feldstein, darüber aus Backstein. Im Chor ist das Feldsteinmauerwerk besonders regelmäßig (sogenannte Feldsteinquader) und reicht bis knapp zur Hälfte der Traufenhöhe, am Schiff ist es weniger als ein Drittel der Traufenhöhe, am Turm nur ein hoher Sockelbereich. Portal- und Fenstergewände sind ganz aus Backstein, überwiegend Formziegeln. Das Satteldach des erhöhten Kirchturms und des Langhauses ist mit Hohlpfannendachziegeln neuzeitlich eingedeckt worden. Auf dem Turmdach stehen beidseitig zwei Schleppgauben mit Schallluken. An der Westseite vom Turmobergeschoss befindet sich über dem gestuften Spitzbogenportal eine Fensterrosette in spitzbogigem Blendbogen mit dreifach gestuftem Gewände.
Der Westgiebel des Langhauses und der Ostgiebel des Chors sind mit Blendenschmuck aus Backsteinen versehen. Der Ostgiebel ist mit zwei durch einen Zahnfries als Deutsches Band getrennten horizontalen schmalen Putzblendenreihen verziert. Die Spitzbogenportale am nördlichen Langhaus sind vermauert, das spitzbogige Portal an der Südseite mit seinem profilierten und gestuften Gewände wurde im Mai 2015 erneuert.
Die Kirche ist von einer gut gepflegten, vollständig umlaufenden Findlingsmauer umgeben.

### Das Innere
Der Innenraum der Kirche hatte bis zum Ende des 19. Jahrhunderts eine schlichte Holzbalkendecke, deren letzter Balken am Westgiebel hinter der Orgel noch zu sehen ist. Bei der umfassenden Renovierung 1897 wurde die gerade Holzbalkendecke als vierseitig gebrochene Holztonne ausgebildet, die an einen umgekehrten Schiffsrumpf erinnert.
Auch der Altarraum wurde neu gestaltet. Dabei wurden die südliche Holzempore im Chor entfernt, der innere Ostgiebel glatt hochgezogen und das Mittelfenster neu eingesetzt. Der Schnitzaltar, das Kruzifix, das Taufbecken und die Kanzel erhielten neue Plätze. Die Taufschale und der Altarleuchter sind Messingtreibarbeiten um 1650. Die Taufschale zeigt Eva, wie sie Adam den Apfel überreicht. Die Arme bilden mit dem Baum des Lebens ein Kreuz als Zeichen der Versöhnung. Südlich vom Altar liegt seit 1994 die Plastik Lebensstrom von Otto Flath. Sie wurde 1936 in Ulme gearbeitet.
Der Kronleuchter im Turm wurde von den Zempiner Fischern als Dank für einen überreichen Beifang im Achterwasser am 6. Januar 1900 gestiftet. Die Fenster wurden 2007 nach altem Vorbild erneuert. 2009 erfolgte eine umfassende Renovierung der Kirche.

#### Flügelaltar
Der in der Zeit vor 1500 gefertigte Schnitzaltar wurde 1955 restauriert, neu zusammengestellt und steht nun an der Ostwand im Chor. Sowohl die Schnitzfiguren als auch die außen angesetzten Tafelmalereien der Flügel-Rückwand sind von großer künstlerischer Qualität, so dass die Herkunft aus einer Lübecker Werkstatt angenommen werden kann. Nach neueren Erkenntnissen könnte der Altar auch aus der Werkstatt des Hochaltars der Stralsunder Nikolaikirche stammen.
Im Mittelteil des Schreins steht eine sehr ausdrucksstarke Kreuzigungsgruppe mit Maria und Johannes unter dem Kreuz Jesu. In den zugehörigen beidseitigen Kastenflügeln stehen übereinander je zwei Paare von Heiligen. Auf dem linken Seitenflügel sind oben Petrus und Paulus, unten Katharina und Barbara zu sehen. Petrus fehlt der Schlüssel und Katharina das Schwert. Zu Füßen Katharinas rauft sich der Kaiser, den sie im Glauben besiegt hat, den Bart. Im oberen Feld des rechten Seitenflügels steht eine heilige Märtyrerin neben einem Bischof. Darunter sind Anna selbdritt und Christophorus mit dem Jesuskind zu sehen.
Auf beiden Außenflügeln sind in qualitätsvoller Malerei weibliche Heilige in zeitgenössischer Tracht unter Rankenwerk zu erkennen. Links sind Ursula und Maria Magdalena mit dem Salbengefäß, rechts Margarete und Agnes mit dem Lamm zu sehen.

#### Kruzifix
An der nördlichen Chorwand hängt über der Taufe ein ungewöhnlich großes spätgotisches hölzernes Kruzifix. Das aus Eiche gefertigte etwa 2,33 Meter große Stück wurde vermutlich um 1400 hergestellt. Faktisch ist seine Herkunft allerdings unbekannt. Ob es sich um eine schwedische Arbeit handelt, ist nicht sicher zu bestimmen. Die ungewöhnliche Gestaltung lässt vermuten, dass es sich hier um ein Echthaarkruzifix handeln könnte, denn auf der Kopfoberseite befinden sich elf kreisförmig angeordnete Löcher mit Resten von Holznägeln.
Die Inselchronik berichtet, dass es der Sage nach von einem schwedischen Schiff stammen soll, welches vor über 500 Jahren an der Küste vor Koserow strandete. Koserower Fischer bargen es aus der Ostsee und brachten es in die Kirche. Im Volksmund wird es auch Vinetakreuz nach dem untergegangenen Vineta genannt.
Nach einem schlechten Zustand, dem partiellen Verlust des rechten Fußes und Schäden durch Anobienbefall am Korpus erfolgte 2007 durch Anja Gundermann aus Greifswald die Restaurierung des Kruzifixes. Unter der vorhandenen, recht phantasielosen Fassung konnte eine fast komplette barocke Farbigkeit mit auffällig dargestellten Wundmalen und Blutspuren freigelegt werden. Diese qualitätsvolle Farbfassung, welche den Eindruck des Martyriums weiter steigerte, wurde nach Sicherung der geschädigten Holzsubstanz und weiteren Ergänzungen nun wieder sichtbar.
Ein modernes schmiedeeisernes Vineta-Symbol findet sich auch an der Kapelle in Zempin.

#### Orgel

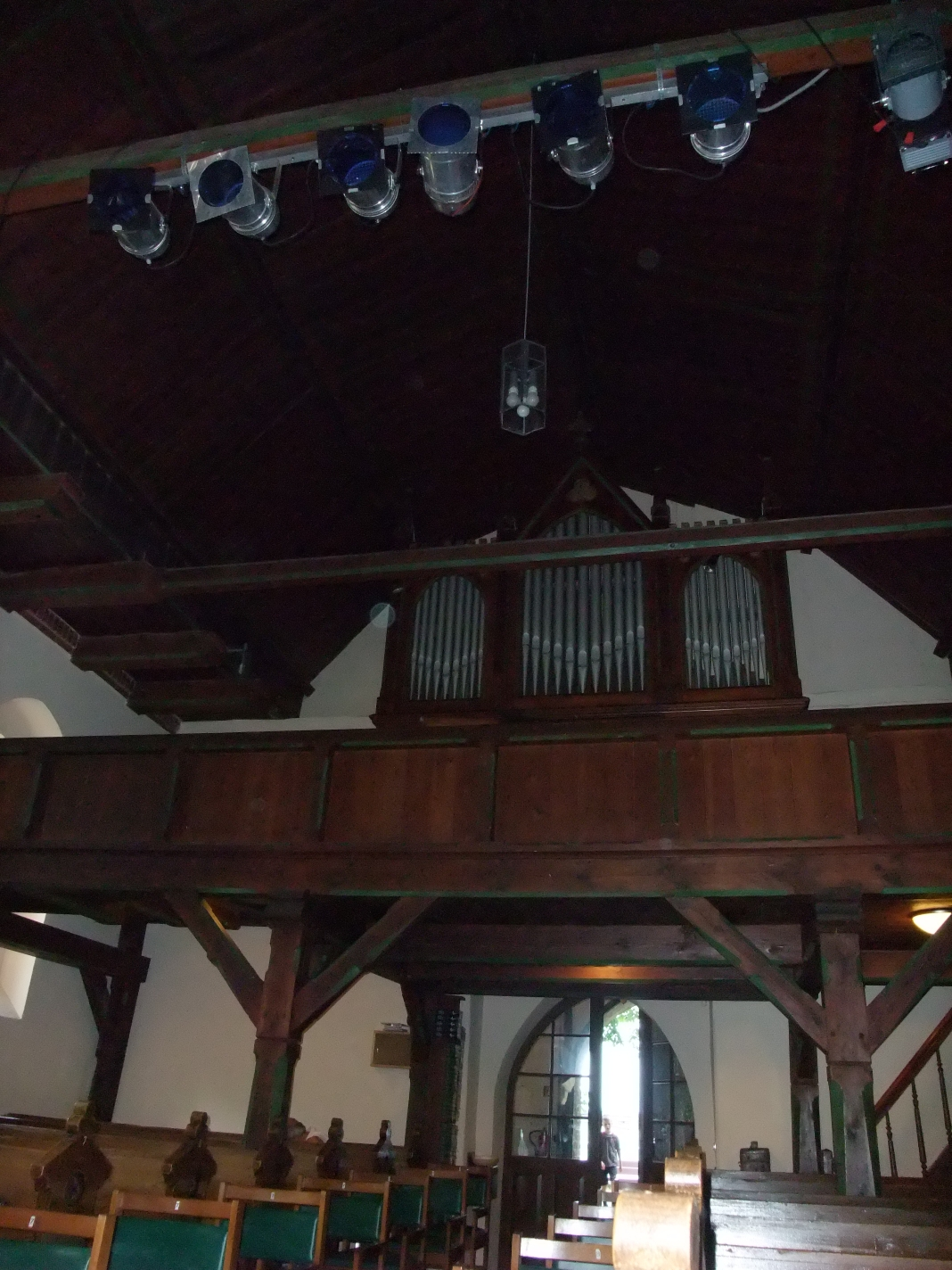
Grüneberg-Orgel von 1897

Die Orgel auf der Westempore wurde 1897 durch den Stettiner Orgelbauer Barnim Grüneberg gebaut. Sie hat ein Manual, Pedal und ursprünglich zehn Register. Der neogotische Prospekt wird durch drei spitzbogige Pfeifenfelder geprägt. Das überhöhte Mittelfeld hat einen Giebel mit Dreipass und Kreuzblume, die flankierenden Seitenfelder werden mit Zinnen und Fialen bekrönt. Bei einer umfassenden Restaurierung 1977 durch die Firma Schuster aus Zittau wurde die Orgel auf vier Register im Pedal und sieben Register im Manual erweitert. Eine weitere Restaurierung erfolgte 1994 durch die Orgelbau- und Restaurierungswerkstatt Rainer Wolter, die damals ihre Werkstatt noch in Zudar auf der Insel Rügen hatte. Im Zuge einer Restaurierung im Jahr 2012 wurde die ursprüngliche Disposition durch den Mecklenburger Orgelbau Wolfgang Nußbücker aus Plau am See wiederhergestellt:
| I Manual C–f3 |     |
| Bordun        | 16′ |
| Principal     | 8′  |
| Salicional    | 8′  |
| Gedakt        | 8′  |
| Octave        | 4′  |
| Flöte         | 4′  |
| Mixtur II–III |     |

| Pedal C–d1 |     |
| Subbaß     | 16′ |
| Violon     | 8′  |

- Koppeln: I/P

#### Votivschiff
Das Votivschiff ist eine Fregatte von 107 cm Länge, 16,5 cm Breite und 101 cm Höhe Anno 1823 von J. Labahn aus Ückeritz gebaut. 
Im Großtopp eine weiße Flagge und an der Gaffel eine schwarz-weiße preußische Flagge mit dem Adler. Nach mündlicher Überlieferung soll dieses Modell von einem oder mehreren Fischern aus Ückeritz nach glücklicher Rettung aus Seenot der Koserower Kirche 1823 gestiftet worden sein. Weitere Angaben liegen nicht vor, da die geschriebene Kirchenchronik erst 1833 beginnt und der Familienname Labahn in Ückeritz sehr zahlreich war.
Instandsetzungen erfolgten 1936 durch den Koserower Lotsen Riedel und 1977 durch L. Tiefert aus Koserow. Nach schweren Schädigungen in den letzten Jahren durch Holzschädlinge wurde das Modell durch Kirchenbesucher aus Stade, Büchen und Remshalden fachkundig und kostenlos saniert und hängt seit dem 14. Juni 2009 wieder in der Kirche.

#### Glocken
Das heutige Geläut der Kirche besteht aus der 1886 in Stettin durch den Glockengießer Voß umgegossene Bronzeglocke. Eine größere Glocke wurde der Überlieferung nach im Dreißigjährigen Krieg von durchziehenden Kroaten in kaiserlichen Diensten als Kriegsbeute mitgenommen. 1895 wurde sie bei Baggerarbeiten in der Swine gefunden, gehoben und in ein Museum nach Stettin gebracht, wo sie sich noch heute befinden soll.
Am 3. Juli 2011 konnte nach fast 400 Jahren wieder eine zweite Glocke eingeweiht werden. Davor wurde der Glockenstuhl erneuert und eine Läuteanlage installiert.

## Pastoren
1821–1827 Wilhelm Meinhold, danach erhielt er die höher dotierte Pfarrstelle an der St.-Michael-Kirche (Krummin). Während seiner Zeit in Koserow schrieb er 1826 sein erstes Buch Vermischte Gedichte. 1826 folgten Die Pfarrerstochter von Coserow und das religiöse Epos St. Otto, Bischof von Bamberg oder die Kreuzfahrt nach Pommern. Namen und Begebenheiten aus der Koserower Pastorenzeit um 1630 ergaben für Meinhold Motive, die er 1826 in seinem Roman Die Bernsteinhexe verarbeitet, der aber erst 1841 erschienen ist.

## Gemeinde
Die evangelische Kirchgemeinde gehört seit 2012 zur Propstei Pasewalk im Pommerschen Evangelischen Kirchenkreis der Evangelisch-Lutherischen Kirche in Norddeutschland. Vorher gehörte sie zum Kirchenkreis Greifswald der Pommerschen Evangelischen Kirche.
Zum Pfarramt Koserow gehören die Orte Koserow (mit Kirche), Kölpinsee, Loddin, Ückeritz, Zempin (mit Kirche), Neu Pudagla und Stubbenfelde.

### Ungedruckte Quellen
- Stadtarchiv Stralsund
  - Handschriften, Nr. 15 Grundbesitz, Matrikeln und Steuern 1703–1707.
  - Nachlässe, Nr. 75 Brigitte Metz, Nr. 42 Synode Usedom, Nr. 52 Kirchen auf Usedom.
- Landesarchiv Greifswald
  - Postkartensammlung, Nr. 2.111 Koserow.